# Dilatone
Il dilatone è un'ipotetica particella elementare, la cui esistenza è prevista dalla teoria di Kaluza-Klein e dalla teoria delle stringhe.

## Teoria di Kaluza-Klein
In fisica teorica, il termine dilatone originariamente era riferito ad un campo scalare, come il termine fotone è riferito in un certo senso al campo elettromagnetico. Il dilatone, conosciuto anche come Radione o come graviscalare, è  il campo scalare che appare nella teoria di Kaluza-Klein, esso è la componente
{\displaystyle g_{55}}
del tensore metrico dove  5 è la direzione addizionale circolare ed obbedisce all'equazione di onda non omogenea, che generalizza l'equazione di Klein-Gordon, con un campo elettromagnetico estremamente forte come sorgente:
{\displaystyle \Box \phi =-{\frac {\kappa ^{2}\phi ^{3}}{4}}F_{\alpha \beta }F^{\alpha \beta }}

## Teoria delle stringhe
Nella teoria delle stringhe, inoltre, un dilatone è una particella di un campo scalare {\displaystyle \phi }; un campo scalare (seguendo l'equazione di Klein-Gordon) che è sempre associato con la gravità. Infatti, sia il gravitone, ovvero il mediatore della gravità, sia il dilatone, sia un'altra particella associata ad un campo tensoriale a due indici completamente antisimmetrico detto campo di Kalb-Ramond compaiono come eccitazioni delle stringhe bosoniche chiuse, ovvero quelle stringhe (appartenenti all'originaria teoria bosonica) che non hanno estremità libere. Sebbene la teoria delle stringhe incorpora naturalmente la teoria di Kaluza-Klein, le teorie delle stringhe perturbative, come ad esempio la teoria delle strighe tipo I, la teoria delle stringhe tipo II e delle stringhe eterotiche, contengono già il dilatone nel numero massimo delle 10 dimensioni. (D'altra parte la M-teoria in 11 dimensioni non contiene il dilatone nel suo spettro a meno che non sia compattificata.)
L'esponenziale del suo valore di aspettazione del vuoto determina la costante di accoppiamento {\displaystyle g}
{\displaystyle g=\exp(\langle \phi \rangle )}
Inoltre la costante di abbinamento è una variabile dinamica nella teoria delle stringhe, tranne nel caso della teoria quantistica dei campi dove è una costante. Finché come supersimmetria è intatta, come nei campi scalari essa può prendere valori arbitrari (sono i moduli), comunque nella rottura della supersimmetria di solito creano un'energia potenziale per il campo scalare e il campo scalare localizza un minimo nelle vicinanze la cui posizione deve essere calcolata all'inizio nella teoria delle stringhe.
Il superpartner del dilatone è chiamato dilatino e il dilatone si combina con l'assione per formare un campo scalare complesso.

## Fonti
- Y. Fujii, "Mass of the dilaton and the cosmological constant".
- M. Hayashi, T. Watanabe, I. Aizawa e K. Aketo, "Dilatonic Inflation and SUSY Breaking in String-inspired Supergravity".
- F. Alvarenge, A. Batista e J. Fabris, "Does Quantum Cosmology Predict a Constant Dilatonic Field".
- H. Lu, Z. Huang, W. Fang e K. Zhang, "Dark Energy and Dilaton Cosmology".
- Paul S. Wesson, "Space-Time-Matter: Modern Kaluza-Klein Theory", (1999) World Scientific, Singapore ISBN 981-02-3588-7, p. 31.